# Lista över fornlämningar i Gotlands kommun (Grötlingbo)
Lista över fornlämningar i Gotlands kommun (Grötlingbo) är en förteckning av ett urval av de fornlämningar som finns i Grötlingbo i Gotlands kommun.
| Namn                             | Lämningstyp                      | Tillkomsttid | Historisk indelning | Plats | Läge                 | ID-nr          | Bild                                      |
| -------------------------------- | -------------------------------- | ------------ | ------------------- | ----- | -------------------- | -------------- | ----------------------------------------- |
| Grötlingbo 1:1                   | Gravfält                         |              | Grötlingbo, Gotland |       | 57.100969, 18.311626 | 10092600010001 | Ladda upp en bild av detta fornminne      |
| Grötlingbo 2:1                   | Stensättning                     |              | Grötlingbo, Gotland |       | 57.107408, 18.300208 | 10092600020001 | Ladda upp en bild av detta fornminne      |
| Grötlingbo 2:2                   | Stensättning                     |              | Grötlingbo, Gotland |       | 57.107494, 18.300165 | 10092600020002 | Ladda upp en bild av detta fornminne      |
| Kattlunds rojr (Grötlingbo 3:1)  | Röse                             |              | Grötlingbo, Gotland |       | 57.105408, 18.334047 | 10092600030001 | Ladda upp en bild av detta fornminne      |
| Grötlingbo 4:1                   | Stensättning                     |              | Grötlingbo, Gotland |       | 57.102361, 18.321213 | 10092600040001 | Ladda upp en bild av detta fornminne      |
| Grötlingbo 4:2                   | Grav markerad av sten/block      |              | Grötlingbo, Gotland |       | 57.102361, 18.321213 | 10092600040002 | Ladda upp en bild av detta fornminne      |
| Grötlingbo 4:3                   | Stenkrets                        |              | Grötlingbo, Gotland |       | 57.102174, 18.321135 | 10092600040003 | Ladda upp en bild av detta fornminne      |
| Grötlingbo 4:4                   | Grav markerad av sten/block      |              | Grötlingbo, Gotland |       | 57.102174, 18.321135 | 10092600040004 | Ladda upp en bild av detta fornminne      |
| Grötlingbo 5:1                   | Husgrund, förhistorisk/medeltida |              | Grötlingbo, Gotland |       | 57.112414, 18.340382 | 10092600050001 | Ladda upp en bild av detta fornminne      |
| Grötlingbo 6:1                   | Hällristning                     |              | Grötlingbo, Gotland |       | 57.110945, 18.342919 | 11100000000726 | Ladda upp en bild av detta fornminne      |
| Grötlingbo 6:2                   | Hällristning                     |              | Grötlingbo, Gotland |       | 57.110964, 18.343037 | 11100000000727 | Ladda upp en bild av detta fornminne      |
| Grötlingbo 7:1                   | Hällristning                     |              | Grötlingbo, Gotland |       | 57.098438, 18.372322 | 10092600070001 | Ladda upp en bild av detta fornminne      |
| Grötlingbo 9:1                   | Hällristning                     |              | Grötlingbo, Gotland |       | 57.100552, 18.372558 | 11100000000789 | Ladda upp en bild av detta fornminne      |
| Grötlingbo 11:1                  | Hällristning                     |              | Grötlingbo, Gotland |       | 57.101613, 18.371220 | 11100000000790 | Ladda upp en bild av detta fornminne      |
| Grötlingbo 11:2                  | Hällristning                     |              | Grötlingbo, Gotland |       | 57.101543, 18.371303 | 11100000000791 | Ladda upp en bild av detta fornminne      |
| Grötlingbo 11:3                  | Hällristning                     |              | Grötlingbo, Gotland |       | 57.101543, 18.371303 | 11100000000792 | Ladda upp en bild av detta fornminne      |
| Grötlingbo 11:4                  | Hällristning                     |              | Grötlingbo, Gotland |       | 57.101515, 18.371375 | 11100000000793 | Ladda upp en bild av detta fornminne      |
| Grötlingbo 11:5                  | Hällristning                     |              | Grötlingbo, Gotland |       | 57.101515, 18.371375 | 11100000000794 | Ladda upp en bild av detta fornminne      |
| Grötlingbo 11:6                  | Hällristning                     |              | Grötlingbo, Gotland |       | 57.101452, 18.371458 | 11100000000795 | Ladda upp en bild av detta fornminne      |
| Grötlingbo 11:7                  | Hällristning                     |              | Grötlingbo, Gotland |       | 57.101398, 18.371504 | 11100000000796 | Ladda upp en bild av detta fornminne      |
| Grötlingbo 12:1                  | Husgrund, förhistorisk/medeltida |              | Grötlingbo, Gotland |       | 57.126287, 18.340329 | 10092600120001 | Ladda upp en bild av detta fornminne      |
| Grötlingbo 12:2                  | Husgrund, förhistorisk/medeltida |              | Grötlingbo, Gotland |       | 57.126101, 18.339802 | 10092600120002 | Ladda upp en bild av detta fornminne      |
| Grötlingbo 12:3                  | Husgrund, förhistorisk/medeltida |              | Grötlingbo, Gotland |       | 57.125899, 18.340558 | 10092600120003 | Ladda upp en bild av detta fornminne      |
| Grötlingbo 12:4                  | Husgrund, förhistorisk/medeltida |              | Grötlingbo, Gotland |       | 57.125925, 18.341092 | 10092600120004 | Ladda upp en bild av detta fornminne      |
| Angantyrs rojr (Grötlingbo 14:1) | Röse                             |              | Grötlingbo, Gotland |       | 57.121752, 18.379714 | 10092600140001 | Ladda upp en till bild av detta fornminne |
| Grötlingbo 15:1                  | Grav markerad av sten/block      |              | Grötlingbo, Gotland |       | 57.125399, 18.378646 | 10092600150001 | Ladda upp en bild av detta fornminne      |
| Grötlingbo 16:1                  | Stenkrets                        |              | Grötlingbo, Gotland |       | 57.127165, 18.377726 | 10092600160001 | Ladda upp en bild av detta fornminne      |
| Grötlingbo 18:1                  | Stenkrets                        |              | Grötlingbo, Gotland |       | 57.128721, 18.379465 | 10092600180001 | Ladda upp en bild av detta fornminne      |
| Grötlingbo 18:2                  | Stensättning                     |              | Grötlingbo, Gotland |       | 57.128842, 18.379495 | 10092600180002 | Ladda upp en bild av detta fornminne      |
| Grötlingbo 19:1                  | Röse                             |              | Grötlingbo, Gotland |       | 57.129561, 18.379479 | 10092600190001 | Ladda upp en bild av detta fornminne      |
| Grötlingbo 20:1                  | Gravfält                         |              | Grötlingbo, Gotland |       | 57.130380, 18.380142 | 10092600200001 | Ladda upp en bild av detta fornminne      |
| Grötlingbo 21:1                  | Stensättning                     |              | Grötlingbo, Gotland |       | 57.130835, 18.379881 | 10092600210001 | Ladda upp en bild av detta fornminne      |
| Grötlingbo 22:1                  | Husgrund, förhistorisk/medeltida |              | Grötlingbo, Gotland |       | 57.131943, 18.380433 | 10092600220001 | Ladda upp en bild av detta fornminne      |
| Grötlingbo 23:1                  | Husgrund, förhistorisk/medeltida |              | Grötlingbo, Gotland |       | 57.132535, 18.382285 | 10092600230001 | Ladda upp en bild av detta fornminne      |
| Grötlingbo 24:1                  | Hällristning                     |              | Grötlingbo, Gotland |       | 57.134163, 18.391563 | 10092600240001 | Ladda upp en bild av detta fornminne      |
| Grötlingbo 25:1                  | Fornborg                         |              | Grötlingbo, Gotland |       | 57.137075, 18.388080 | 10092600250001 | Ladda upp en bild av detta fornminne      |
| Grötlingbo 25:2                  | Husgrund, förhistorisk/medeltida |              | Grötlingbo, Gotland |       | 57.136855, 18.387132 | 10092600250002 | Ladda upp en bild av detta fornminne      |
| Grötlingbo 25:3                  | Stensättning                     |              | Grötlingbo, Gotland |       | 57.136331, 18.387859 | 10092600250003 | Ladda upp en bild av detta fornminne      |
| Grötlingbo 26:1                  | Röse                             |              | Grötlingbo, Gotland |       | 57.141626, 18.386295 | 10092600260001 | Ladda upp en bild av detta fornminne      |
| Grötlingbo 27:1                  | Hög                              |              | Grötlingbo, Gotland |       | 57.140436, 18.384232 | 10092600270001 | Ladda upp en bild av detta fornminne      |
| Grötlingbo 27:2                  | Hög                              |              | Grötlingbo, Gotland |       | 57.140343, 18.383974 | 10092600270002 | Ladda upp en bild av detta fornminne      |
| Grötlingbo 28:1                  | Röse                             |              | Grötlingbo, Gotland |       | 57.138211, 18.385465 | 10092600280001 | Ladda upp en bild av detta fornminne      |
| Grötlingbo 28:2                  | Grav markerad av sten/block      |              | Grötlingbo, Gotland |       | 57.138115, 18.385205 | 10092600280002 | Ladda upp en bild av detta fornminne      |
| Grötlingbo 28:4                  | Stensättning                     |              | Grötlingbo, Gotland |       | 57.138058, 18.385629 | 10092600280004 | Ladda upp en bild av detta fornminne      |
| Grötlingbo 32:1                  | Hög                              |              | Grötlingbo, Gotland |       | 57.134383, 18.379415 | 10092600320001 | Ladda upp en bild av detta fornminne      |
| Grötlingbo 34:1                  | Husgrund, förhistorisk/medeltida |              | Grötlingbo, Gotland |       | 57.135587, 18.370703 | 10092600340001 | Ladda upp en bild av detta fornminne      |
| Grötlingbo 35:1                  | Hög                              |              | Grötlingbo, Gotland |       | 57.136014, 18.368359 | 10092600350001 | Ladda upp en bild av detta fornminne      |
| Grötlingbo 36:1                  | Stensättning                     |              | Grötlingbo, Gotland |       | 57.144557, 18.378152 | 10092600360001 | Ladda upp en bild av detta fornminne      |
| Grötlingbo 37:1                  | Stensättning                     |              | Grötlingbo, Gotland |       | 57.146778, 18.377629 | 10092600370001 | Ladda upp en bild av detta fornminne      |
| Grötlingbo 38:1                  | Röse                             |              | Grötlingbo, Gotland |       | 57.141596, 18.381412 | 10092600380001 | Ladda upp en bild av detta fornminne      |
| Grötlingbo 38:2                  | Stensättning                     |              | Grötlingbo, Gotland |       | 57.141290, 18.381966 | 10092600380002 | Ladda upp en bild av detta fornminne      |
| Grötlingbo 38:3                  | Gravhägnad                       |              | Grötlingbo, Gotland |       | 57.141509, 18.382014 | 10092600380003 | Ladda upp en bild av detta fornminne      |
| Grötlingbo 38:4                  | Stensättning                     |              | Grötlingbo, Gotland |       | 57.141556, 18.381227 | 10092600380004 | Ladda upp en bild av detta fornminne      |
| Grötlingbo 38:5                  | Stensättning                     |              | Grötlingbo, Gotland |       | 57.141486, 18.381296 | 10092600380005 | Ladda upp en bild av detta fornminne      |
| Grötlingbo 39:1                  | Stenkrets                        |              | Grötlingbo, Gotland |       | 57.129912, 18.379023 | 10092600390001 | Ladda upp en bild av detta fornminne      |
| Grötlingbo 39:2                  | Stensättning                     |              | Grötlingbo, Gotland |       | 57.129910, 18.379154 | 10092600390002 | Ladda upp en bild av detta fornminne      |
| Grötlingbo 41:1                  | Hög                              |              | Grötlingbo, Gotland |       | 57.108108, 18.323517 | 10092600410001 | Ladda upp en bild av detta fornminne      |
| Grötlingbo 42:1                  | Stensättning                     |              | Grötlingbo, Gotland |       | 57.108650, 18.322409 | 10092600420001 | Ladda upp en bild av detta fornminne      |
| Grötlingbo 46:1                  | Stensättning                     |              | Grötlingbo, Gotland |       | 57.102741, 18.315065 | 10092600460001 | Ladda upp en bild av detta fornminne      |
| Grötlingbo 47:1                  | Stensättning                     |              | Grötlingbo, Gotland |       | 57.103161, 18.313857 | 10092600470001 | Ladda upp en bild av detta fornminne      |
| Grötlingbo 52:1                  | Gravfält                         |              | Grötlingbo, Gotland |       | 57.102853, 18.311737 | 10092600520001 | Ladda upp en bild av detta fornminne      |
| Grötlingbo 53:1                  | Gravfält                         |              | Grötlingbo, Gotland |       | 57.104769, 18.317038 | 10092600530001 | Ladda upp en bild av detta fornminne      |
| Grötlingbo 54:1                  | Gravfält                         |              | Grötlingbo, Gotland |       | 57.107277, 18.320448 | 10092600540001 | Ladda upp en bild av detta fornminne      |
| Grötlingbo 58:1                  | Hällristning                     |              | Grötlingbo, Gotland |       | 57.130806, 18.390186 | 10092600580001 | Ladda upp en bild av detta fornminne      |
| Grötlingbo 61:1                  | Hällristning                     |              | Grötlingbo, Gotland |       | 57.132095, 18.391461 | 11100000000797 | Ladda upp en bild av detta fornminne      |
| Grötlingbo 62:1                  | Stensättning                     |              | Grötlingbo, Gotland |       | 57.135992, 18.391543 | 10092600620001 | Ladda upp en bild av detta fornminne      |
| Grötlingbo 62:2                  | Stensättning                     |              | Grötlingbo, Gotland |       | 57.136068, 18.391845 | 10092600620002 | Ladda upp en bild av detta fornminne      |
| Grötlingbo 62:3                  | Stensättning                     |              | Grötlingbo, Gotland |       | 57.136169, 18.391985 | 10092600620003 | Ladda upp en bild av detta fornminne      |
| Grötlingbo 63:1                  | Husgrund, förhistorisk/medeltida |              | Grötlingbo, Gotland |       | 57.135640, 18.390211 | 10092600630001 | Ladda upp en bild av detta fornminne      |
| Grötlingbo 64:1                  | Gravfält                         |              | Grötlingbo, Gotland |       | 57.135944, 18.383107 | 10092600640001 | Ladda upp en bild av detta fornminne      |
| Grötlingbo 65:1                  | Hällristning                     |              | Grötlingbo, Gotland |       | 57.126179, 18.385858 | 11100000000798 | Ladda upp en bild av detta fornminne      |
| Grötlingbo 66:1                  | Hällristning                     |              | Grötlingbo, Gotland |       | 57.125604, 18.387629 | 11100000000799 | Ladda upp en bild av detta fornminne      |
| Grötlingbo 69:1                  | Husgrund, förhistorisk/medeltida |              | Grötlingbo, Gotland |       | 57.131827, 18.371523 | 11000000001123 | Ladda upp en bild av detta fornminne      |
| Grötlingbo 69:2                  | Husgrund, förhistorisk/medeltida |              | Grötlingbo, Gotland |       | 57.131568, 18.371565 | 11000000001124 | Ladda upp en bild av detta fornminne      |
| Grötlingbo 72:1                  | Husgrund, förhistorisk/medeltida |              | Grötlingbo, Gotland |       | 57.118237, 18.359645 | 10092600720001 | Ladda upp en bild av detta fornminne      |
| Grötlingbo 73:1                  | Husgrund, förhistorisk/medeltida |              | Grötlingbo, Gotland |       | 57.118502, 18.360954 | 10092600730001 | Ladda upp en bild av detta fornminne      |
| Grötlingbo 73:2                  | Husgrund, förhistorisk/medeltida |              | Grötlingbo, Gotland |       | 57.118427, 18.360596 | 10092600730002 | Ladda upp en bild av detta fornminne      |
| Grötlingbo 74:2                  | Husgrund, förhistorisk/medeltida |              | Grötlingbo, Gotland |       | 57.120620, 18.357166 | 10092600740002 | Ladda upp en bild av detta fornminne      |
| Grötlingbo 77:1                  | Gravfält                         |              | Grötlingbo, Gotland |       | 57.116384, 18.366011 | 10092600770001 | Ladda upp en bild av detta fornminne      |
| Grötlingbo 78:1                  | Stensättning                     |              | Grötlingbo, Gotland |       | 57.115906, 18.367219 | 10092600780001 | Ladda upp en bild av detta fornminne      |
| Grötlingbo 78:2                  | Grav markerad av sten/block      |              | Grötlingbo, Gotland |       | 57.115783, 18.367184 | 10092600780002 | Ladda upp en bild av detta fornminne      |
| Grötlingbo 78:3                  | Grav markerad av sten/block      |              | Grötlingbo, Gotland |       | 57.115712, 18.367138 | 10092600780003 | Ladda upp en bild av detta fornminne      |
| Grötlingbo 80:1                  | Röse                             |              | Grötlingbo, Gotland |       | 57.115284, 18.369408 | 10092600800001 | Ladda upp en bild av detta fornminne      |
| Grötlingbo 80:2                  | Grav markerad av sten/block      |              | Grötlingbo, Gotland |       | 57.115088, 18.369371 | 10092600800002 | Ladda upp en bild av detta fornminne      |
| Grötlingbo 82:1                  | Husgrund, förhistorisk/medeltida |              | Grötlingbo, Gotland |       | 57.113211, 18.368360 | 10092600820001 | Ladda upp en bild av detta fornminne      |
| Grötlingbo 90:1                  | Husgrund, förhistorisk/medeltida |              | Grötlingbo, Gotland |       | 57.118185, 18.344091 | 10092600900001 | Ladda upp en bild av detta fornminne      |
| Grötlingbo 91:1                  | Hög                              |              | Grötlingbo, Gotland |       | 57.119841, 18.336431 | 10092600910001 | Ladda upp en bild av detta fornminne      |
| Grötlingbo 93:1                  | Husgrund, förhistorisk/medeltida |              | Grötlingbo, Gotland |       | 57.137910, 18.381523 | 10092600930001 | Ladda upp en bild av detta fornminne      |
| Grötlingbo 93:2                  | Husgrund, förhistorisk/medeltida |              | Grötlingbo, Gotland |       | 57.137701, 18.381612 | 10092600930002 | Ladda upp en bild av detta fornminne      |
| Grötlingbo 94:1                  | Husgrund, förhistorisk/medeltida |              | Grötlingbo, Gotland |       | 57.138647, 18.380751 | 10092600940001 | Ladda upp en bild av detta fornminne      |
| Grötlingbo 94:2                  | Husgrund, förhistorisk/medeltida |              | Grötlingbo, Gotland |       | 57.138498, 18.380537 | 10092600940002 | Ladda upp en bild av detta fornminne      |
| Grötlingbo 100:1                 | Hällristning                     |              | Grötlingbo, Gotland |       | 57.122820, 18.381938 | 10092601000001 | Ladda upp en bild av detta fornminne      |
| Grötlingbo 101:1                 | Stensättning                     |              | Grötlingbo, Gotland |       | 57.138297, 18.374715 | 10092601010001 | Ladda upp en bild av detta fornminne      |
| Grötlingbo 101:2                 | Stenkrets                        |              | Grötlingbo, Gotland |       | 57.138351, 18.374625 | 10092601010002 | Ladda upp en bild av detta fornminne      |
| Grötlingbo 102:1                 | Stensättning                     |              | Grötlingbo, Gotland |       | 57.102919, 18.390436 | 10092601020001 | Ladda upp en bild av detta fornminne      |
| Grötlingbo 102:2                 | Stensättning                     |              | Grötlingbo, Gotland |       | 57.102876, 18.390640 | 10092601020002 | Ladda upp en bild av detta fornminne      |
| Grötlingbo 104:1                 | Hällristning                     |              | Grötlingbo, Gotland |       | 57.100602, 18.371574 | 11100000000865 | Ladda upp en bild av detta fornminne      |
| Grötlingbo 108:1                 | Hällristning                     |              | Grötlingbo, Gotland |       | 57.117754, 18.447602 | 11100000000866 | Ladda upp en bild av detta fornminne      |
| Grötlingbo 114:1                 | Hällristning                     |              | Grötlingbo, Gotland |       | 57.096853, 18.373721 | 11100000000867 | Ladda upp en bild av detta fornminne      |
| Grötlingbo 114:2                 | Hällristning                     |              | Grötlingbo, Gotland |       | 57.096853, 18.373721 | 11100000000868 | Ladda upp en bild av detta fornminne      |
| Grötlingbo 117:1                 | Bildristning                     |              | Grötlingbo, Gotland |       | 57.129207, 18.340320 | 10092601170001 | Ladda upp en till bild av detta fornminne |
| Grötlingbo 118:1                 | Hällristning                     |              | Grötlingbo, Gotland |       | 57.127965, 18.323945 | 11100000000869 | Ladda upp en bild av detta fornminne      |
| Grötlingbo 130:1                 | Hällristning                     |              | Grötlingbo, Gotland |       | 57.142316, 18.362954 | 11100000000870 | Ladda upp en bild av detta fornminne      |
| Grötlingbo 142:1                 | Hällristning                     |              | Grötlingbo, Gotland |       | 57.136112, 18.370121 | 11100000000871 | Ladda upp en bild av detta fornminne      |
| Grötlingbo 143:1                 | Hällristning                     |              | Grötlingbo, Gotland |       | 57.126894, 18.385653 | 11100000000872 | Ladda upp en bild av detta fornminne      |
| Grötlingbo 143:2                 | Hällristning                     |              | Grötlingbo, Gotland |       | 57.126943, 18.385526 | 11100000000873 | Ladda upp en bild av detta fornminne      |
| Grötlingbo 144:1                 | Hällristning                     |              | Grötlingbo, Gotland |       | 57.131399, 18.390128 | 11100000000874 | Ladda upp en bild av detta fornminne      |
| Grötlingbo 144:2                 | Hällristning                     |              | Grötlingbo, Gotland |       | 57.131330, 18.390108 | 11100000000875 | Ladda upp en bild av detta fornminne      |
| Grötlingbo 144:3                 | Hällristning                     |              | Grötlingbo, Gotland |       | 57.131467, 18.389997 | 11100000000876 | Ladda upp en bild av detta fornminne      |
| Grötlingbo 148:1                 | Husgrund, förhistorisk/medeltida |              | Grötlingbo, Gotland |       | 57.111254, 18.349483 | 10092601480001 | Ladda upp en bild av detta fornminne      |
| Grötlingbo 176:1                 | Hällristning                     |              | Grötlingbo, Gotland |       | 57.107733, 18.358636 | 11100000000618 | Ladda upp en bild av detta fornminne      |
| Grötlingbo 176:2                 | Hällristning                     |              | Grötlingbo, Gotland |       | 57.107738, 18.358385 | 11100000000619 | Ladda upp en bild av detta fornminne      |
| Grötlingbo 177:1                 | Stensättning                     |              | Grötlingbo, Gotland |       | 57.108094, 18.359316 | 10092601770001 | Ladda upp en bild av detta fornminne      |
| Grötlingbo 178:1                 | Hällristning                     |              | Grötlingbo, Gotland |       | 57.106491, 18.358341 | 11100000000620 | Ladda upp en bild av detta fornminne      |
| Grötlingbo 185:1                 | Hällristning                     |              | Grötlingbo, Gotland |       | 57.104028, 18.356563 | 11100000000622 | Ladda upp en bild av detta fornminne      |
| Grötlingbo 200:1                 | Hällristning                     |              | Grötlingbo, Gotland |       | 57.131379, 18.343478 | 11100000000623 | Ladda upp en bild av detta fornminne      |
| Grötlingbo 203:1                 | Stensättning                     |              | Grötlingbo, Gotland |       | 57.134560, 18.389975 | 10092602030001 | Ladda upp en bild av detta fornminne      |
| Grötlingbo 205:1                 | Hög                              |              | Grötlingbo, Gotland |       | 57.103421, 18.315053 | 10092602050001 | Ladda upp en bild av detta fornminne      |
| Grötlingbo 205:2                 | Stenkammargrav                   |              | Grötlingbo, Gotland |       | 57.103245, 18.314958 | 10092602050002 | Ladda upp en bild av detta fornminne      |
| Grötlingbo 206:1                 | Stensättning                     |              | Grötlingbo, Gotland |       | 57.103694, 18.314743 | 10092602060001 | Ladda upp en bild av detta fornminne      |
| Grötlingbo 207:1                 | Stensättning                     |              | Grötlingbo, Gotland |       | 57.103496, 18.313597 | 10092602070001 | Ladda upp en bild av detta fornminne      |
| Grötlingbo 216:1                 | Hällristning                     |              | Grötlingbo, Gotland |       | 57.113698, 18.327940 | 11100000000624 | Ladda upp en bild av detta fornminne      |
| Grötlingbo 217:1                 | Husgrund, förhistorisk/medeltida |              | Grötlingbo, Gotland |       | 57.112014, 18.343115 | 10092602170001 | Ladda upp en bild av detta fornminne      |
| Grötlingbo 218:1                 | Hällristning                     |              | Grötlingbo, Gotland |       | 57.135773, 18.391241 | 11100000000625 | Ladda upp en bild av detta fornminne      |
| Grötlingbo 218:2                 | Hällristning                     |              | Grötlingbo, Gotland |       | 57.135706, 18.391203 | 11100000000626 | Ladda upp en bild av detta fornminne      |
| Grötlingbo 219:1                 | Hällristning                     |              | Grötlingbo, Gotland |       | 57.128714, 18.387256 | 11100000000627 | Ladda upp en bild av detta fornminne      |
| Grötlingbo 220:1                 | Hällristning                     |              | Grötlingbo, Gotland |       | 57.100684, 18.375494 | 11100000000628 | Ladda upp en bild av detta fornminne      |
| Grötlingbo 221:1                 | Hällristning                     |              | Grötlingbo, Gotland |       | 57.102752, 18.372462 | 11100000000629 | Ladda upp en bild av detta fornminne      |
| Grötlingbo 222:1                 | Hällristning                     |              | Grötlingbo, Gotland |       | 57.101821, 18.371646 | 11100000000630 | Ladda upp en bild av detta fornminne      |
| Grötlingbo 223:1                 | Fiskeläge                        |              | Grötlingbo, Gotland |       | 57.114987, 18.447227 | 10092602230001 | Ladda upp en bild av detta fornminne      |
| Grötlingbo 226:1                 | Fästning/skans                   |              | Grötlingbo, Gotland |       | 57.121408, 18.462846 | 10092602260001 | Ladda upp en bild av detta fornminne      |
| Grötlingbo 226:2                 | Fästning/skans                   |              | Grötlingbo, Gotland |       | 57.121845, 18.461951 | 10092602260002 | Ladda upp en bild av detta fornminne      |
| Grötlingbo 227:1                 | Hällristning                     |              | Grötlingbo, Gotland |       | 57.116618, 18.421101 | 11100000000631 | Ladda upp en bild av detta fornminne      |
| Grötlingbo 228:1                 | Hällristning                     |              | Grötlingbo, Gotland |       | 57.133827, 18.327902 | 11100000000632 | Ladda upp en bild av detta fornminne      |
| Grötlingbo 229:1                 | Hällristning                     |              | Grötlingbo, Gotland |       | 57.108509, 18.362698 | 11100000000633 | Ladda upp en bild av detta fornminne      |
| Grötlingbo 231:1                 | Hällristning                     |              | Grötlingbo, Gotland |       | 57.091816, 18.359652 | 11100000000634 | Ladda upp en bild av detta fornminne      |
| Grötlingbo 231:2                 | Hällristning                     |              | Grötlingbo, Gotland |       | 57.091756, 18.359872 | 11100000000635 | Ladda upp en bild av detta fornminne      |
| Grötlingbo 233:1                 | Hällristning                     |              | Grötlingbo, Gotland |       | 57.092540, 18.362043 | 11100000000636 | Ladda upp en bild av detta fornminne      |
| Grötlingbo 233:2                 | Hällristning                     |              | Grötlingbo, Gotland |       | 57.092402, 18.362269 | 11100000000637 | Ladda upp en bild av detta fornminne      |
| Grötlingbo 233:3                 | Hällristning                     |              | Grötlingbo, Gotland |       | 57.092574, 18.362386 | 11100000000638 | Ladda upp en bild av detta fornminne      |
| Grötlingbo 234:1                 | Hällristning                     |              | Grötlingbo, Gotland |       | 57.093274, 18.364313 | 11100000000639 | Ladda upp en bild av detta fornminne      |
| Grötlingbo 235:1                 | Hällristning                     |              | Grötlingbo, Gotland |       | 57.095074, 18.366394 | 11100000000640 | Ladda upp en bild av detta fornminne      |
| Grötlingbo 235:2                 | Hällristning                     |              | Grötlingbo, Gotland |       | 57.095119, 18.366322 | 11100000000641 | Ladda upp en bild av detta fornminne      |
| Grötlingbo 235:3                 | Hällristning                     |              | Grötlingbo, Gotland |       | 57.094975, 18.366723 | 11100000000642 | Ladda upp en bild av detta fornminne      |
| Grötlingbo 236:4                 | Hällristning                     |              | Grötlingbo, Gotland |       | 57.137106, 18.324168 | 11100000000643 | Ladda upp en bild av detta fornminne      |
| Grötlingbo 238:1                 | Hällristning                     |              | Grötlingbo, Gotland |       | 57.136184, 18.327534 | 11100000000644 | Ladda upp en bild av detta fornminne      |
| Grötlingbo 238:2                 | Hällristning                     |              | Grötlingbo, Gotland |       | 57.136057, 18.327818 | 11100000000645 | Ladda upp en bild av detta fornminne      |
| Grötlingbo 239:1                 | Fornborg                         |              | Grötlingbo, Gotland |       | 57.145235, 18.331314 | 10092602390001 | Ladda upp en bild av detta fornminne      |
| Grötlingbo 240:1                 | Hällristning                     |              | Grötlingbo, Gotland |       | 57.137785, 18.393610 | 11100000000646 | Ladda upp en bild av detta fornminne      |
| Grötlingbo 240:2                 | Hällristning                     |              | Grötlingbo, Gotland |       | 57.137852, 18.393630 | 11100000000711 | Ladda upp en bild av detta fornminne      |
| Grötlingbo 240:3                 | Hällristning                     |              | Grötlingbo, Gotland |       | 57.138037, 18.394179 | 11100000000712 | Ladda upp en bild av detta fornminne      |
| Grötlingbo 240:4                 | Hällristning                     |              | Grötlingbo, Gotland |       | 57.138280, 18.394110 | 11100000000728 | Ladda upp en bild av detta fornminne      |
| Grötlingbo 240:5                 | Hällristning                     |              | Grötlingbo, Gotland |       | 57.138279, 18.393859 | 11100000000729 | Ladda upp en bild av detta fornminne      |
| Grötlingbo 240:6                 | Hällristning                     |              | Grötlingbo, Gotland |       | 57.138279, 18.393859 | 11100000000730 | Ladda upp en bild av detta fornminne      |
| Grötlingbo 240:7                 | Hällristning                     |              | Grötlingbo, Gotland |       | 57.138280, 18.393717 | 11100000000731 | Ladda upp en bild av detta fornminne      |
| Grötlingbo 240:8                 | Hällristning                     |              | Grötlingbo, Gotland |       | 57.138346, 18.393657 | 11100000000732 | Ladda upp en bild av detta fornminne      |
| Grötlingbo 256:1                 | Husgrund, förhistorisk/medeltida |              | Grötlingbo, Gotland |       | 57.115788, 18.351855 | 10092602560001 | Ladda upp en bild av detta fornminne      |